# سرعة الدوران
سرعة الدوران مثلا مدى سرعة دوران محرك. سرعة الدوران مكافئة للتردد الزاوي، لكن بوحدات مختلفة. سرعة الدوران تخبرنا بعدد الدورات الكاملة في وحدة الزمن. ولهذا تردد الدوران يقاس بالهرتز (دورة في الثانية) في نظام الوحدات الدولي. التردد الزاوي يخبر بتغير الزاوية بدلالة الزمن، ويقاس بالرأديان في الثانية في نظام الوحدات الدولي. بما أن 2π رأديان في الدورة أو 360 درجة في الدورة، يمكن تحويل التردد الزاوي إلى سرعة الدوران
{\displaystyle \omega _{cyc}=\omega _{rad}/2\pi \,}
و
{\displaystyle \omega _{cyc}=\omega _{ang}/360\,}
حيث
- {\displaystyle \omega _{cyc}\,} هو سرعة الدوران (دورة في الثانية)
- {\displaystyle \omega _{rad}\,} هو التردد الزاوي (رأديان في الثانية)
- {\displaystyle \omega _{ang}\,} هو التردد الزاوي (درجة في الثانية)